# سیارک ۶۴۴۶
سیارک ۶۴۴۶ (به انگلیسی: 6446 Lomberg، نامگذاری:1990QL) شش هزار و چهارصد و چهل و ششمین سیارک کشف شده‌است که در ۱۸ اوت ۱۹۹۰ کشف شد.
قدر مطلق سیارک برابر ۱۴٫۱۰ است.